# Acutefase-eiwit
Een acutefase-eiwit (acutefaseproteïne) is een eiwit waarvan de concentratie in bloedplasma al in een vroeg stadium van ontsteking stijgt (bij positieve acutefase-eiwitten) of daalt (bij negatieve acutefase-eiwitten). Deze reactie wordt 'acutefase-reactie' genoemd. 
Als reactie op beschadiging van cellen, maken neutrofiele granulocyten en macrofagen zogenaamde cytokinen die ze loslaten in de bloedbaan. De lever reageert op deze cytokinen door acutefase-eiwitten te maken.

## Klinische betekenis
Bepalen van concentratie van acutefase-eiwitten is een hulpmiddel bij het vaststellen van ontsteking in zowel medische als diergeneeskundige gevallen. Het staat in verband met de bezinkingssnelheid van rode bloedcellen (BSE).

## Voorbeelden van positieve acutefase-eiwitten
- D-dimeer
- C-reactief proteïne
- Fibrinogeen, protrombine, factor VIII, vonwillebrandfactor, plasminogeen (alle stollingsfactoren die van belang zijn bij de bloedstolling)
- Complementfactoren
- Ferritine

## Voorbeeld van een negatief acutefase-eiwit
- Albumine
- Transferrine